# Kosice Challenger 1996
Il Kosice Challenger 1996 è stato un torneo di tennis facente parte della categoria ATP Challenger Series nell'ambito dell'ATP Challenger Series 1996. Il torneo si è giocato a Košice in Slovacchia dal 17 al 23 giugno 1996 su campi in terra rossa.

## Vincitori

### Singolare
Marcos Górriz ha battuto in finale  Dominik Hrbatý con il punteggio di 6–4, 6–3

### Doppio
Olivier Delaître /  Jeff Tarango hanno battuto in finale  Jan Kodeš Jr. /  Petr Pála con il punteggio di 7–6, 6–3